# علی الحاج
علی الحاج (عربی: علي جمال الحاج؛ زادهٔ ۲ فوریهٔ ۲۰۰۱) بازیکن فوتبال اهل لبنان است.
وی همچنین در تیم‌های ملی فوتبال زیر ۲۳ سال لبنان و لبنان بازی کرده‌است.